# Linea Tōzai (metropolitana di Sendai)
La linea Tōzai (南北線?, Tōzai-sen) è una linea della metropolitana di Sendai, nella prefettura di Miyagi in Giappone gestita dall'operatore Sendai City Transportation Bureau. La linea, inaugurata nel 2015, si estende per circa 14 km. A differenza della linea Nanboku, la linea Tozai non è a scartamento ridotto, ma normale (1435 mm).

## Elenco delle stazioni
I nomi delle stazioni sono mostrati nella tabella sottostante.
| Codice | Stazione              | Giapponese     | Dist. interst. | Dist. totale | Collegamenti | Posizione              |
| ------ | --------------------- | -------------- | -------------- | ------------ | --- | ---------------------- |
| T01    | Yagiyama-Dōbutsu-Kōen | 八木山動物公園 | -              | 0,0          | Bus | Taihaku-ku             |
| T02    | Aobayama              | 青葉山         | 2,1            | 2,1          | | Aoba-ku                |
| T03    | Kawauchi              | 川内           | 1,6            | 3,7          | | Aoba-ku                |
| T04    | Kokusai Center        | 国際センター   | 0,6            | 4,3          | | Aoba-ku                |
| T05    | Ōmachi Nishi Kōen     | 大町西公園     | 0,7            | 5,0          | | Aoba-ku                |
| T06    | Aoba-dōri Ichibanchō  | 青葉通一番町   | 0,7            | 5,7          | | Aoba-ku                |
| T07    | Sendai                | 仙台           | 0,8            | 6,5          | ● Linea Nanboku ■ Linea principale Tōhoku ■ Linea Senseki ■ Linea Senzan ■ Linea Jōban ■ Linea Sendai Aeroporto Tōhoku Shinkansen | Aoba-ku                |
| T08    | Miyagino-dōri         | 宮城野通       | 0,7            | 7,2          | | Wakabayashi-ku, Sendai |
| T09    | Rembō                 | 連坊           | 1,2            | 8,4          | | Wakabayashi-ku, Sendai |
| T10    | Yakushidō             | 薬師堂         | 1,1            | 9,5          | Bus | Wakabayashi-ku, Sendai |
| T11    | Oroshimachi           | 卸町           | 1,5            | 11,0         | | Wakabayashi-ku, Sendai |
| T12    | Rokuchōnome           | 六丁の目       | 1,3            | 12,3         | | Wakabayashi-ku, Sendai |
| T13    | Arai                  | 荒井           | 1,6            | 13,9         | Bus | Wakabayashi-ku, Sendai |